# Gregoriánská semiologie
Gregoriánská semiologie nebo jen semiologie je vědní obor zabývající se neumovými značkami, které se používaly k zaznamenání vývoje melodie gregoriánského chorálu užívaného v křesťanské liturgii. Založil jej francouzský benediktin Eugène Cardine v 50. letech 20. století.